# Safe Haven
Safe Haven är en amerikansk romantisk långfilm från 2013. Den är regisserad av Lasse Hallström, och i rollerna finns bland andra Julianne Hough, Josh Duhamel, Cobie Smulders, David Lyons, Mimi Kirkland, Noah Lomax, Red West, Robin Mullins och Irene Siegler.